# NVidia Quadro
Il marchio Quadro viene utilizzato da NVIDIA per indicare una specifica serie di schede video destinate all'utilizzo in ambito professionale, integrate per lo più all'interno di workstation grafiche.
Le schede della linea Quadro sono in diretta competizione con quelle della linea FirePro sviluppata dalla storica rivale di nVidia, ATI Technologies (che è poi stata acquisita nel 2006 da AMD).

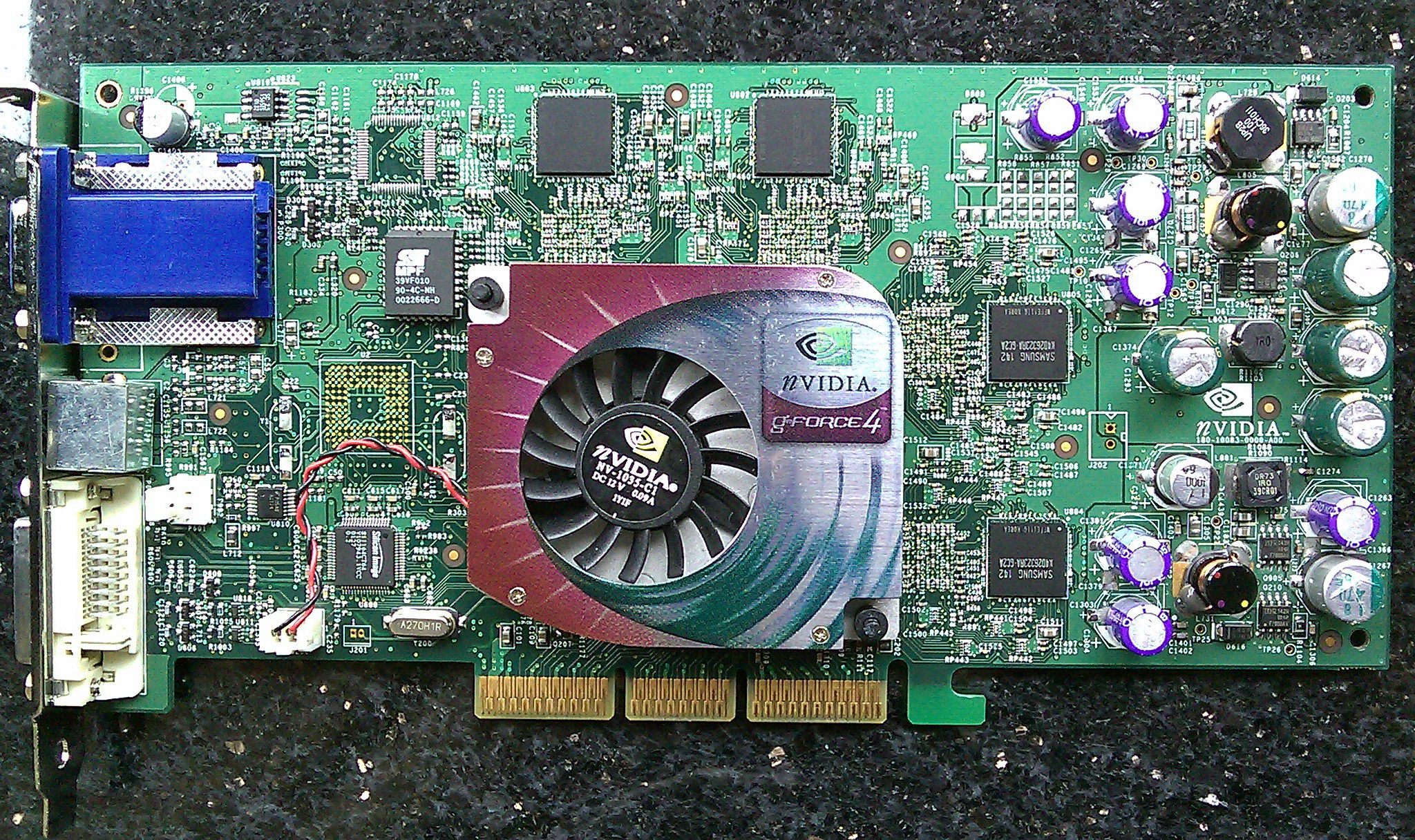
NVIDIA Quadro4 900 XGL

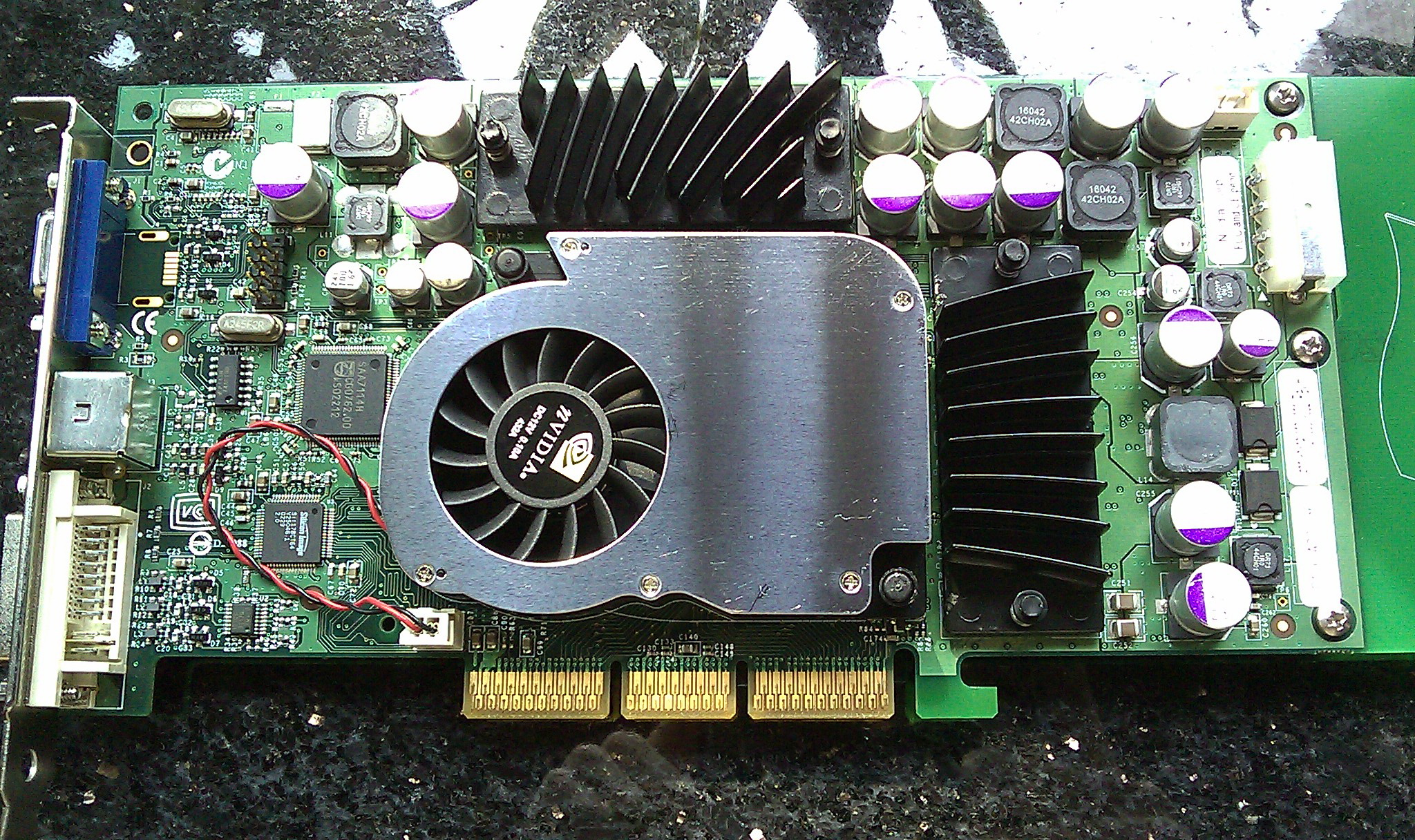
NVIDIA Quadro FX 2000

## Quadro vs GeForce
Come produttore di schede video, nVidia è famosa soprattutto per il marchio GeForce che, analogamente a quanto realizzato attraverso Quadro, indica un'altra serie di schede, largamente utilizzate all'interno dei comuni PC e specializzate nei videogiochi e nelle applicazioni multimediali, e quindi specifiche per un uso casalingo.
Dal punto di vista hardware, le schede Quadro e GeForce sono abbastanza simili tra loro, differendo in genere solo per alcune uscite video aggiuntive, componentistica super selezionata per offrire la massima qualità di immagine e/o dotazione di RAM video (in genere superiore nelle schede Quadro). Le vere differenze che giustificano, almeno in parte, la differenza di prezzo delle due soluzioni e quindi anche il diverso settore di mercato, risiedono praticamente tutte nell'aspetto software; in particolare nel firmware e nei driver. Le differenze a livello firmware, seppure presenti, sono comunque abbastanza limitate, limitandosi praticamente a indicare al sistema operativo il modello di scheda e la conseguente compatibilità a livello driver.
Proprio nel driver risiede la maggiore differenza: quelli per le schede Quadro sono specificatamente ottimizzati per le librerie OpenGL, decisamente più utilizzate in ambito professionale della controparte "videoludica" DirectX, sviluppate da Microsoft (queste ultime infatti trovano nei videogiochi il proprio campo di impiego ideale). Inoltre, dovendo rispondere a criteri di qualità necessariamente più rigorosi, i driver per le schede Quadro vengono sviluppati con particolare attenzione sia al raggiungimento delle massime prestazioni, sia alla completa stabilità operativa.
Le varie applicazioni in grado di sfruttare adeguatamente le schede Quadro (come AutoCAD, SolidWorks, Pro/ENGINEER e simili) possono essere utilizzate tranquillamente anche con le schede della linea GeForce, ma è solo mediante le schede Quadro e i propri driver che esse sono in grado di "spremere" le potenzialità hardware della scheda.
L'alta qualità offerta dai driver per le schede Quadro, oltre al supporto clienti che una tale linea di schede richiede, comporta un forte aggravio sui prezzi dei prodotti finali, in ragione anche dell'esiguo numero di esemplari prodotti in confronto alle decisamente più diffuse schede GeForce.
Il fatto che le differenze tra le schede Quadro e GeForce risiedono, come detto, principalmente nei driver, porta i produttori di tali soluzioni, e nVidia in testa, ad impedire il più possibile che un driver sviluppato per una scheda Quadro possa venire utilizzato con una scheda GeForce che può costare anche il 60% in meno a parità di hardware. I sistemi di protezione sono diversi e alcuni risiedono proprio nel firmware della scheda.
A partire dalla serie 3000 della GeForce il divario dei costi con la linea professionale Quadro è assolutamente pressoché inesistente. Le cause di ciò sono molteplici: covid, mercato mining, crisi dei microchip, ingresso/speculazione nel mercato di venditori privati, ecc.. Paradossalmente le GeForce hanno una capacità computazionale maggiore rispetto alle Quadro (specialmente le dual bios no brand-factory nvidia), ma richiedono un consumo energetico superiore ed il loro impianto di raffreddamento ad aria è sovradimensionato per gestirne le temperature (di conseguenza occupano più di 2 slot Pcie). Le Quadro offrono però al costo di consumi energetici inferiori e dimensioni più contenute (massimo 2 slot pcie) una capacità computazionale simile (anche se inferiore) e funzionalità nvidia driver aggiuntive come ad esempio mosaic, rendendole ideali per i professionisti che necessitano di sistemi coerenti.